# Chyżne
Chyżne (slowakisch Chyžné, ungarisch Chizsne) ist eine Ortschaft mit einem Schulzenamt der Gemeinde Jabłonka im Powiat Nowotarski der Woiwodschaft Kleinpolen in Polen.

## Geographie
Der Ort liegt am Bach Chyżny Potok. Im Süden und Westen grenzt er an die Slowakei (Trstená), im Norden liegt Jabłonka-Bory.

## Geschichte
Der Ort liegt in der Landschaft Arwa, die bis 1918 zum Königreich Ungarn gehörte. Er wurde im Jahre 1619 auf Initiative von der Familie Thurzo gegründet. Der Gründer und der erste Schultheiß war Jan Urbaniec. Der Name ist wahrscheinlich abgeleitet vom altpolnischen Wort chyża (Haus).
In der Zeit der Reformation in Arwa luden die römisch-katholischen Einwohner zuwider den Verboten der Familie Thurzo die Priester aus Polen ein. Im Jahre 1787 wurde die römisch-katholische Pfarrei errichtet – im Bistum Spiš, ab 1920 Bistum Krakau (ab 1925 Erzbistum), ab 1945 unter Obhut der Karmeliten.
Im 19. Jahrhundert wurde Slowakisch die Sprache der Kirche und der Schule, aber die lokalen Goralen sprachen Goralisch, einen polnischstämmigen Dialekt. Im Jahre 1897 begannen polnische Aktivisten nationale Agitation. Im Jahre 1910 folgte die ungarische Verwaltung erstmals in der Volkszählung der polnischen Bitte und Goralisch wurde als Polnisch betrachtet. In diesem Jahre hatte das Dorf 1197 Einwohner, davon 39 ungarischsprachige, 5 deutschsprachige, 46 slowakischsprachige, 1107 anderssprachige (92,5 Prozent, überhauptlich polnisch), 1185 römisch-katholische, 1 evangelische, 11 Juden.
1918, nach dem Ende des Ersten Weltkriegs und dem Zusammenbruch der k.u.k. Monarchie, kam das Dorf zur neu entstandenen Tschechoslowakei. Auf Grund der Tschechoslowakisch-polnischen Grenzkonflikte im Arwa-Gebiet wurde der Ort 1920 dann aber der Zweiten Polnischen Republik zugesprochen. Zwischen den Jahren 1920 und 1925 gehörte es zum Powiat Spisko–Orawski, ab 1. Juli 1925 zum Powiat Nowotarski. Im Jahre 1921 hatte die Gemeinde 300 Häuser mit 1154 Einwohnern, davon 1136 Polen, 18 anderer Nationalität (meistens Slowaken), 1148 römisch-katholische, 4 Juden, 2 anderen Glaubens.
Von 1939 bis 1945 wurde das Dorf ein Teil des Slowakischen Staates. Im Jahre 1946 wollte Polen Chyżne gegen Tatranská Javorina austauschen. Erst 1947 ließ die Tschechoslowakei ihre Ansprüche auf das Gebiet endgültig fallen.
Von 1975 bis 1998 gehörte Chyżne zur Woiwodschaft Nowy Sącz.

## Sehenswürdigkeiten
- Römisch-katholische Kirche, erbaut 1900–1903

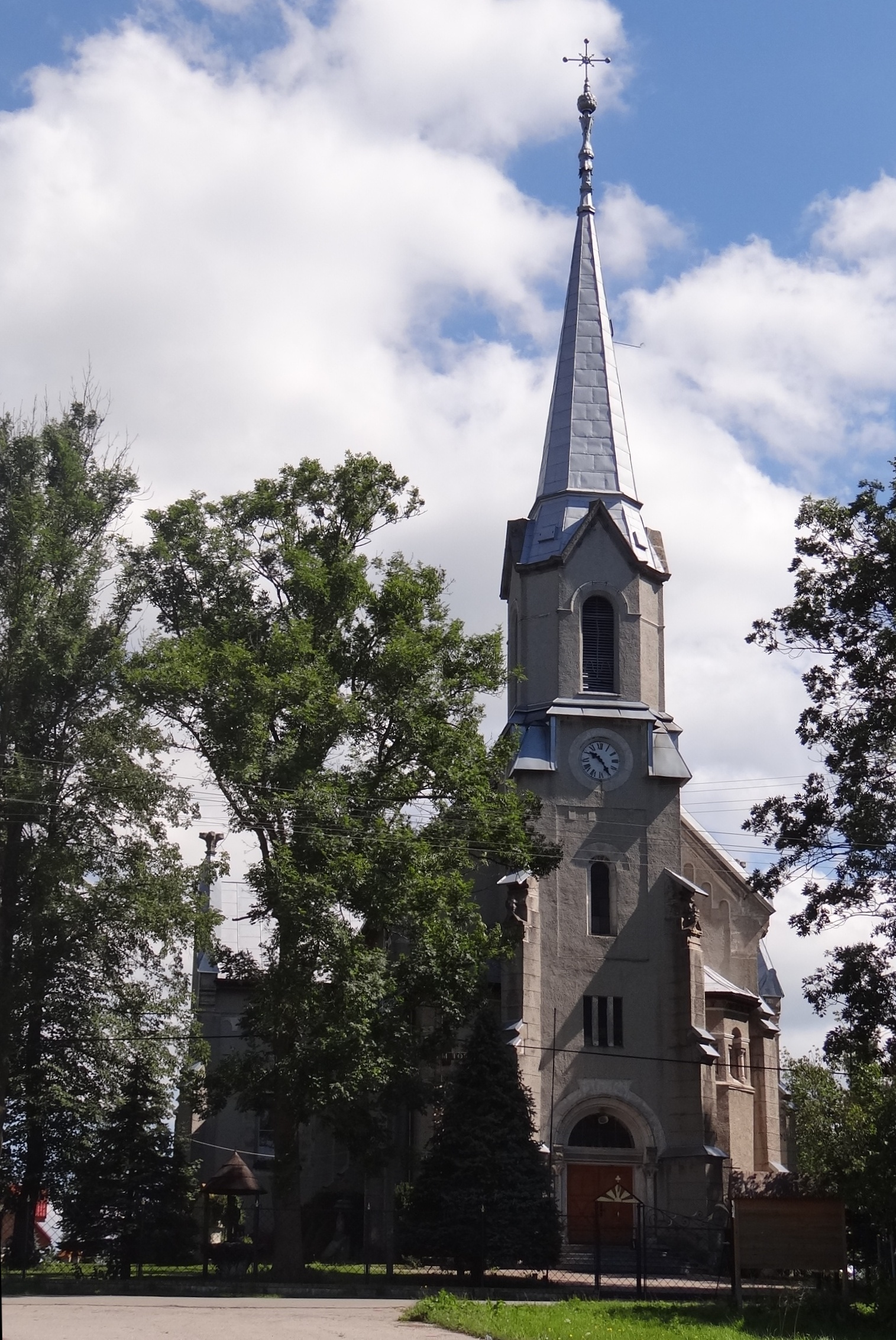

## Persönlichkeiten
- Jan Szkodoń (* 1946), römisch-katholischer Geistlicher und Weihbischof in Krakau

## Verkehr
Durch Chyżne verläuft die Staatsstraße DK 7 (Europastraße 77), die Krakau mit der Slowakei verbindet.